# Анкілозаври
Анкілоза́ври (Ankylosauria) — група птахотазових динозаврів. Анкілозаври досягали 6 м довжини, мали на спині панцир з кістяних пластинок, хвіст, огорнутий кістяними кільцями або обсаджений шипами. Важив анкілозавр 2 тонни. анкілозаври виникли, видимо, від двоногих форм, ставши знову чотириногими. Знайдені в крейдяних відкладах Європи і Північної Америки.

## Класифікація
- Ряд Ornithischia
  - Клада Thyreophora
    - Клада Eurypoda
      - Інфраряд Ankylosauria
        - Родина Ankylosauridae
        - Родина Nodosauridae
        - Родина Polacanthidae